# Penstemon attenuatus
Penstemon attenuatus är en grobladsväxtart som beskrevs av David Douglas. Penstemon attenuatus ingår i släktet penstemoner, och familjen grobladsväxter.

## Underarter
Arten delas in i följande underarter:
- P. a. militaris
- P. a. palustris
- P. a. pseudoprocerus

## Bildgalleri

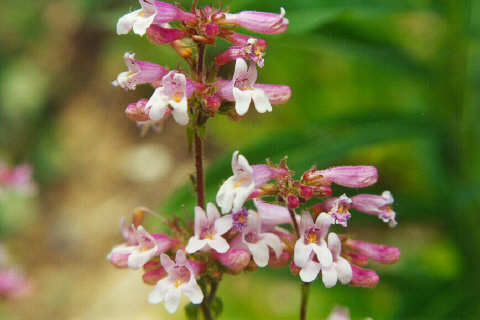